# Бела река (Јужна Дакота)
Бела река (енгл. White River) је река која протиче кроз САД. Дуга је 815 km. Протиче кроз америчке савезне државе Небраска и Јужна Дакота. Улива се у Мисури.